# الدوري الأمريكي لكرة السلة للمحترفين 1988–89
الدوري الأمريكي لكرة السلة للمحترفين 1988–89 (بالإنجليزية: 1988–89 NBA season)‏ هو موسم من الرابطة الوطنية لكرة السلة. أقيم خلال الفترة 4 نوفمبر 1988 وحتى 13 يونيو 1989، وأشرف على تنظيمه الرابطة الوطنية لكرة السلة، وفاز فيه ديترويت بيستونز.